# Margitt Lehbert

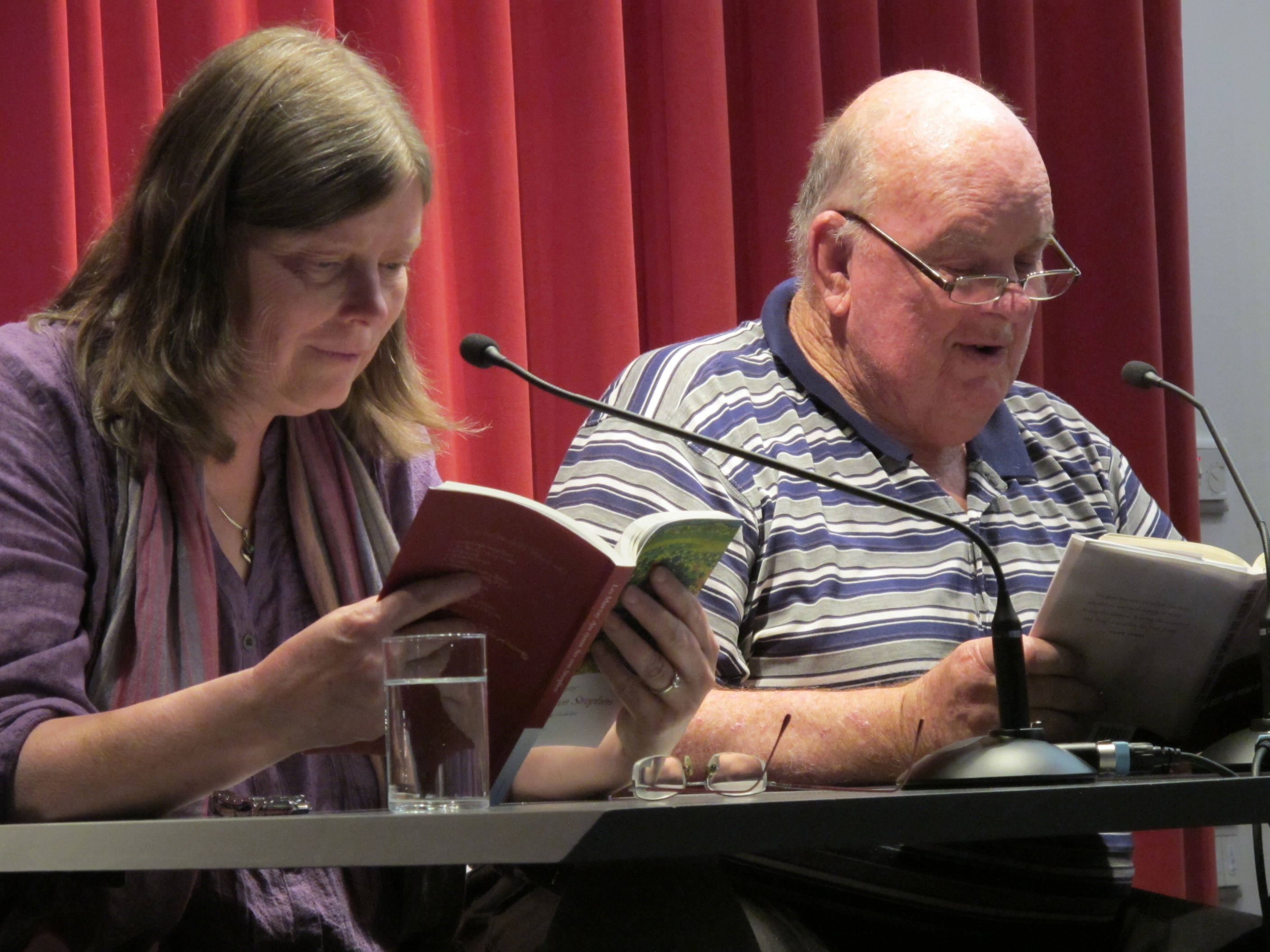
Les Murray und Margitt Lehbert im Lyrikkabinett München 2014

Margitt Lehbert (* 12. Februar 1957 in Genf) ist eine deutsche literarische Übersetzerin und Verlegerin, die vor allem internationale Lyrik ins Deutsche überträgt und veröffentlicht.
Sie war mit dem schwedischen Übersetzer und Verleger Stefan Borg verheiratet, der 1994 den Buchverlag Nimrod Förlag gründete. Der Verlagssitz befand sich von 2005 bis 2014 am Wohnort des Ehepaars in der südschwedischen Gemeinde Hörby. Margitt Lehbert wurde 2005 Verlagspartnerin und leitete die deutsche Reihe des Verlags, die unter dem Namen Edition Rugerup erscheint. 2011 gründete sie den eigenständigen deutschen Buchverlag Edition Rugerup.

## Leben und Werdegang
Margitt Lehbert wurde als Tochter deutscher Eltern in Genf geboren. Sie wuchs dort sowie in Washington D. C., Mexiko-Stadt und Bonn auf. 1976 machte sie an der Deutschen Schule in Washington D. C. ihr Abitur. Anschließend studierte sie Philosophie und Deutsch an der Universität Konstanz sowie ab 1980 Vergleichende Literaturwissenschaften an der University of Iowa in den USA, wo sie ihr Studium 1986 mit dem Master of Fine Arts (Translation) abschloss.
Danach arbeitete Lehbert für die Literaturzeitschrift Poetry World (heute Modern Poetry in Translation in Oxford) sowie für die Buchverlage Anvil Press Poetry in London und Sheep Meadow Press in New York City. 1988 ging sie nach Berlin, wo sie als freie Übersetzerin arbeitete und unter anderem an der Freien Universität Berlin unterrichtete. Von 1994 bis 1996 war sie in Utrecht in den Niederlanden und von 1996 bis 2002 wieder in Berlin als freie Übersetzerin tätig.
Als Stipendiatin des Schriftsteller- und Übersetzerzentrums im gotländischen Visby lernte sie ihren späteren Mann, den schwedischen Übersetzer und Verleger Stefan Borg kennen. Borg, ein ehemaliger Kampfpilot der schwedischen Luftwaffe, veröffentlichte und veröffentlicht von ihm meistens selbst ins Schwedische übersetzte Werke der Existenzphilosophie und des philosophischen Existenzialismus wie von Søren Kierkegaard und Nikolai Berdjajev in seiner Heimat in einem eigenen Kleinverlag, dem 1994 von ihm in Lindesberg gegründeten Nimrod Förlag.
Margitt Lehbert und Stefan Borg heirateten, wobei Borg den Nachnamen Lehbert übernahm, bei seiner Übersetzer- und Verlegertätigkeit jedoch weiterhin unter seinem Geburtsnamen auftritt. Das Ehepaar lebte und arbeitete einige Jahre in Berlin und übersiedelte bald nach der Geburt ihrer zwei Kinder nach Schweden. Im Jahr 2005 wurde Margitt Lehbert Verlagspartnerin in der schwedischen Nimrod Förlag AB ihres Mannes. Sie leitete lange die deutsche Reihe, die unter dem Namen Edition Rugerup erschien und auch als eigenständiger Verlag vor allem internationale Dichtung in deutscher Übersetzung vorstellt.
Als Übersetzerin übertrug Margitt Lehbert bisher vor allem literarische Werke der Lyrik und teils auch Kurzprosa von internationalen Schriftstellern wie Carol Ann Duffy, Paul Muldoon und Les Murray aus dem Englischen ins Deutsche. Darüber hinaus übersetzte sie deutschsprachige Gedichte wie von Sarah Kirsch und Georg Trakl in die englische Sprache. Inzwischen hat sie auch Übersetzungen aus dem Dänischen und Schwedischen ins Deutsche vorgenommen.
Für ihre Übertragung von Les Murrays Übersetzungen aus der Natur wurde sie für den Paul-Celan-Preis nominiert.
2016 erhielt sie den Horst-Bienek-Förderpreis für Lyrik der Bayerischen Akademie der Schönen Künste.
2018 erhielt sie den Förderpreis der Kurt Wolff Stiftung.
2018 erhielt sie vom Deutschen Übersetzerfonds ein Barthold-Heinrich-Brockes-Stipendium.
Margitt Lehbert lebte zwölf Jahre mit ihrer Familie in der südschwedischen Provinz Skåne län (historische Provinz Schonen) in der Nähe des zur Gemeinde Hörby gehörenden Dorfs Önneköp in dem Weiler Rugerup auf einem Bauernhof, wo sie übersetzte und als Verlegerin arbeitete. Nach der Trennung von ihrem Mann lebt und arbeitet sie in Berlin und in der Uckermark.

## Übersetzungen (Auswahl)

### Sachbücher
- Gabriele Köhler, Michael Köhler: Jena. Streiflichter. Jenzig-Verlag, Jena 2002, ISBN 3-910141-54-4. (Text dt., engl. und franz.; Übertragung in das Englische)

### Literarische Übersetzungen
- Michael Augustin: A certain Koslowski. Littlewood Arc, Todmorden (England) 1992, ISBN 0-946407-83-5. (Übertragung in das Englische)
- Sarah Kirsch: Winter Music. Selected Poems. Anvil Press Poetry, London 1994, ISBN 0-85646-234-9. (Übertragung in das Englische)
- Carol Ann Duffy: Die Bauchrednerpuppe. Gedichte. Residenz Verlag, Salzburg u. a. 1996, ISBN 3-7017-1011-2. (Übertragung aus dem Englischen)
- Paul Muldoon: Auf schmalen Pfaden durch den tiefen Norden. Ausgewählte Gedichte. Carl Hanser Verlag, München 1998 (= Edition Akzente), ISBN 3-446-19496-7. (Mit: Hans-Christian Oeser; Übertragung aus dem Englischen)
- Elizabeth Bishop: Die Farben des Kartographen. Gedichte. Residenz Verlag, Salzburg u. a. 2001, ISBN 3-7017-1179-8. (Auswahl und Übertragung aus dem Englischen)
- Georg Trakl, Margitt Lehbert: The Poems of Georg Trakl. Anvil Press Poetry, London 2003, ISBN 0-85646-285-3. (Übertragung in das Englische sowie Vorwort und Erläuterungen)
- Les Murray: Gedichte, groß wie Photos. Edition Rugerup, Hörby (Schweden) 2006, ISBN 978-91-89034-09-9. (Übertragung aus dem Englischen; Originaltitel: Poems the size of photographs)
- Don Coles: Die weißen Körper der Engel. Gedichte. Edition Rugerup, Hörby (Schweden) 2007, ISBN 978-91-89034-11-2. (Auswahl und Übertragung aus dem Englischen)
- Les Murray: Übersetzungen aus der Natur. Gedichte. Edition Rugerup, Hörby (Schweden) 2007, ISBN 978-91-89034-15-0. (Auswahl und Übertragung aus dem Englischen)
- Robin Fulton: Grenzflug. Gedichte. Edition Rugerup, Hörby (Schweden) 2008, ISBN 978-91-89034-10-5. (Auswahl und Übertragung aus dem Englischen)
- Thøger Jensen: Serpentine. Ein Roman in Prosastücken. Edition Rugerup, Hörby (Schweden) 2008, ISBN 978-91-89034-24-2. (Mit: Stefan Borg; Übertragung aus dem Dänischen; Originaltitel: Serpentine)
- John Montague: Erste Landschaft, erster Tod. Ausgewählte Gedichte. Edition Rugerup, Hörby (Schweden) 2008, ISBN 978-91-89034-16-7. (Mit: Hans-Christian Oeser; Auswahl und Übertragung aus dem Englischen)
- Les Murray: Verschollen. Ausgewählte Gedichte. Verlag Thomas Reche, Neumarkt in der Oberpfalz 2008 (= Edition Refugium; 12), Normalausgabe: ISBN 978-3-929566-77-2, Vorzugsausgabe: ISBN 978-3-929566-76-5. (Übertragung aus dem Englischen)
- Håkan Sandell: Tagebuch, Abendwolken. Ausgewählte Gedichte. Edition Rugerup, Hörby (Schweden) 2009, ISBN 978-91-89034-19-8. (Auswahl und Übertragung aus dem Schwedischen)

## Tätigkeit als Verlegerin
In ihrer Edition Rugerup in der schwedischen Nimrod Förlag AB publizierte Margitt Lehbert bisher etwa fünfzig Lyrikbände von internationalen Schriftstellern in deutscher Sprache, darunter der australische Literaturnobelpreis-Kandidat Les Murray, der schottische Dichter Iain Crichton Smith und die deutschen Lyriker Jürgen Brôcan, Klaus Anders, Thomas Kunst und Sabine Lange. Die Übertragungen der fremdsprachigen Werke ins Deutsche nahm sie teilweise selbst vor. Die Veröffentlichungen erfolgten meistens zweisprachig. Zudem erschienen eine Reihe von Romanen, Autobiographien und ein Sachbuch über den Klimawandel.